# Abel Lobatón
Pour les articles homonymes, voir Lobatón.
Abel Augusto Lobatón Espejo, né le 23 novembre 1977 à Lima au Pérou, est un footballeur international péruvien qui évoluait au poste d'attaquant.
Son père, Abel Lobatón Vesgas, de même que son frère Carlos Lobatón, sont aussi footballeurs.

## Biographie

### Carrière en sélection
International péruvien, Abel Lobatón joue 12 matchs en équipe nationale (pour un but inscrit) entre 1999 et 2001. 
Il figure dans le groupe des sélectionnés lors de la Copa América de 2001, où son équipe atteint les quarts de finale, et participe également à la Gold Cup de 2000, où le Pérou atteint les demi-finales (éliminé par la Colombie).
Il joue également trois matchs comptant pour les tours préliminaires de la coupe du monde 2002.

### Carrière d'entraîneur
En janvier 2023, on le retrouve en Copa Perú (D3 péruvienne) à la tête de l'EBF Innova, club de la ligue de district de Carabayllo à Lima.

## Palmarès
Cienciano
- Copa Sudamericana (1) :
  - Vainqueur : 2003.